# SN 1998dr
SN 1998dr – supernowa typu Ia odkryta 28 sierpnia 1998 roku w galaktyce A000930-4850. W momencie odkrycia miała maksymalną jasność 18,00m.